# Hennes Weisweiler
Hans "Hennes" Weisweiler (Lechenich, 5 december 1919 – Aesch bei Birmensdorf, 5 juli 1983) was een Duitse voetbalspeler en trainer. Met elf titels, waarvan acht met Duitse clubs, is hij een van de meest succesvolle trainers aller tijden. Maar zijn invloed ging verder. Bij de Duitse Academie van Sporten in Keulen was hij tussen 1957 en 1970 verantwoordelijk voor het opleiden van honderden trainers afkomstig uit de hele wereld. In 2005 werd het opleidingscentrum voor trainers hernoemd naar Hennes-Weisweiler-Academie ter ere van hem. De grootste successen behaalde hij bij Borussia Mönchengladbach in de jaren 60 en de jaren 70. Hij is ook beroemd om het ontdekken van veel bekende voetballers, zoals onder andere Günter Netzer, Berti Vogts, Jupp Heynckes, Rainer Bonhof, Allan Simonsen en Uli Stielike.

## Erelijst
Borussia Mönchengladbach
- Bundesliga: 1969/70, 1970/71, 1974/75
- DFB-Pokal: 1972/73
- UEFA Cup: 1974/75

 1. FC Köln
- Bundesliga: 1977/78
- DFB-Pokal: 1976/77, 1977/78

 New York Cosmos
- North American Soccer League: 1980

 Grasshoppers
- Nationalliga A: 1982/83
- Schweizer Cup: 1982/83